# Маяк Кейп-Неддик
Маяк Кейп-Неддик (англ. Cape Neddick Light), также известный как маяк Наббл (Nubble Light) — маяк, расположенный на небольшом острове Наббл в статистически обособленной местности Кейп-Неддик, округ Йорк, штат Мэн, США. Построен в 1879 году. Автоматизирован в 1987 году.

## История
Планы по строительству маяка на острове Наббл существовали с 1837 года. В ноябре 1854 корабль Исидора (англ. Isidore) потерпел крушение к северу от острова Наббл, около утёса Болд Хед (англ. Bald Head). 31 августа 1852 года Конгресс США выделил 5 000$ на строительство маяка на острове Наббл. Однако вскоре строительство сочли необязательным, и средства были отозваны. В 1874 году Конгресс выделил 15 000 $ на строительство маяка. 5 лет ушло на переговоры о покупке с владельцами острова Наббл, которые хотели построить там отель, но всё же продали его в феврале 1879 года за 1 500$. В апреле 1879 года строительство, наконец, началось. Маяк был введен в эксплуатацию 1 июля 1879 года. Он представлял собой кирпичную башню высотой 12,5 метров, облицованную чугуном и соединённую с домом смотрителя крытым переходом. В 1888 году дополнительно был построен эллинг. В маяке до сих пор используются линзы Френеля. Он был автоматизирован Береговой охраной США в 1987 году.
В 1985 году он был включён в Национальный реестр исторических мест.

## В произведениях культуры и искусства
Маяк Кейп-Неддик считается классическим образцом маяка, множество раз изображался на различных марках и открытках. Автоматические межпланетные станции Вояджер-1 и Вояджер-2, содержащие внутри фотографии наиболее выдающихся природных объектов и рукотворных сооружений, записанные на золотой пластинке, если когда-либо попадут в руки разумных инопланетян, покажут им среди прочего фотографии Тадж Махала, Великой Китайской стены и маяка Кейп-Неддик (обозначенного как «дом, Новая Англия»).

## Фотографии

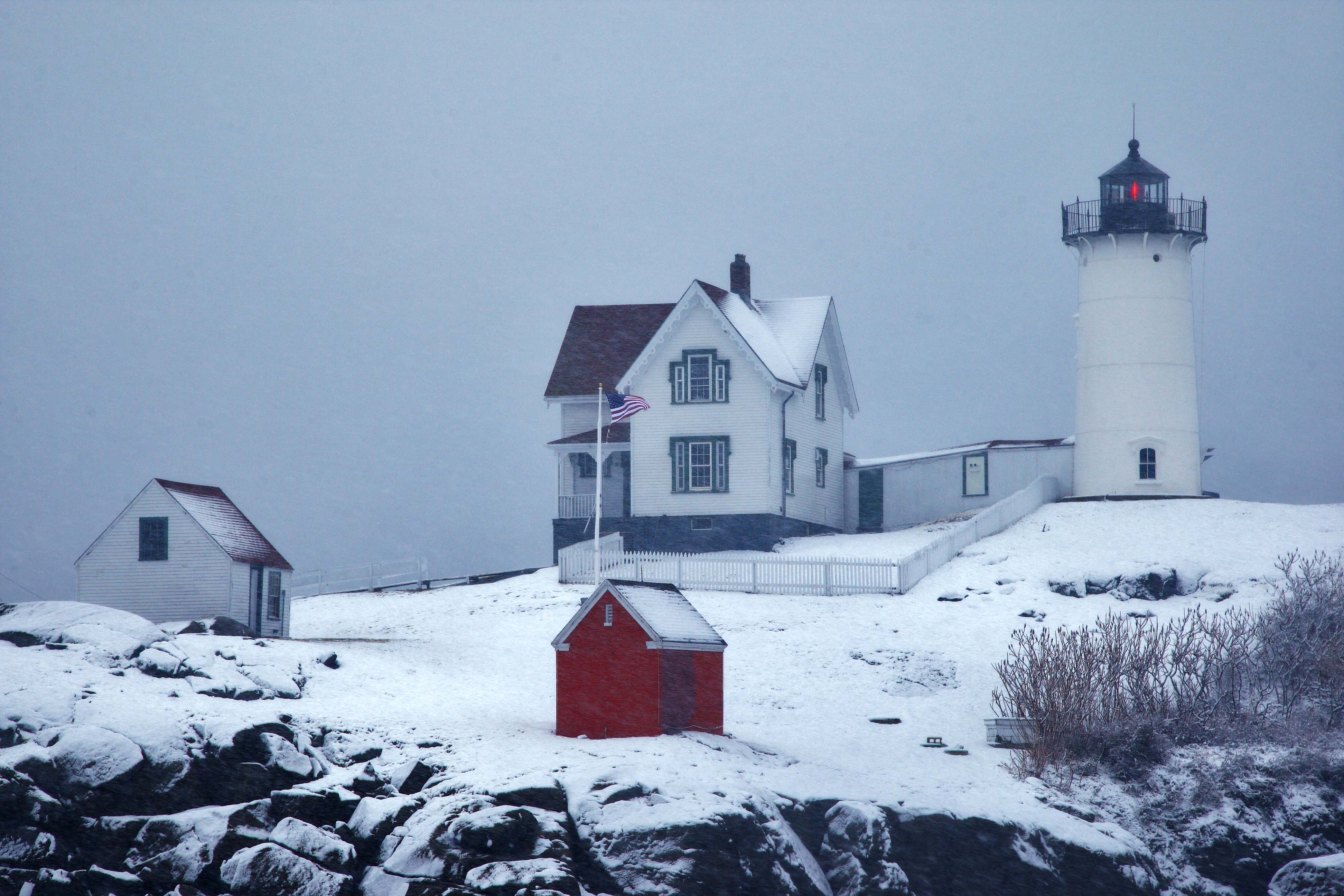
Маяк зимой
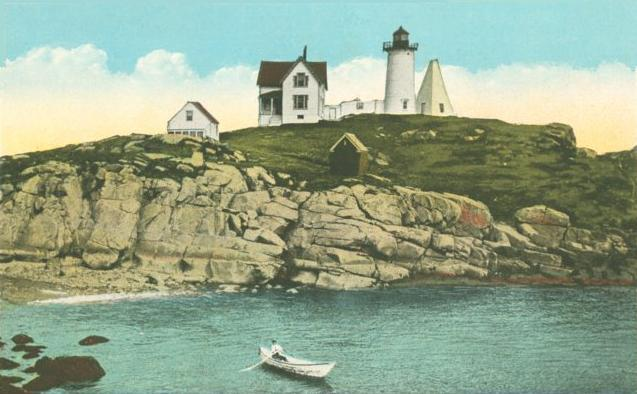
Открытка 1920 года
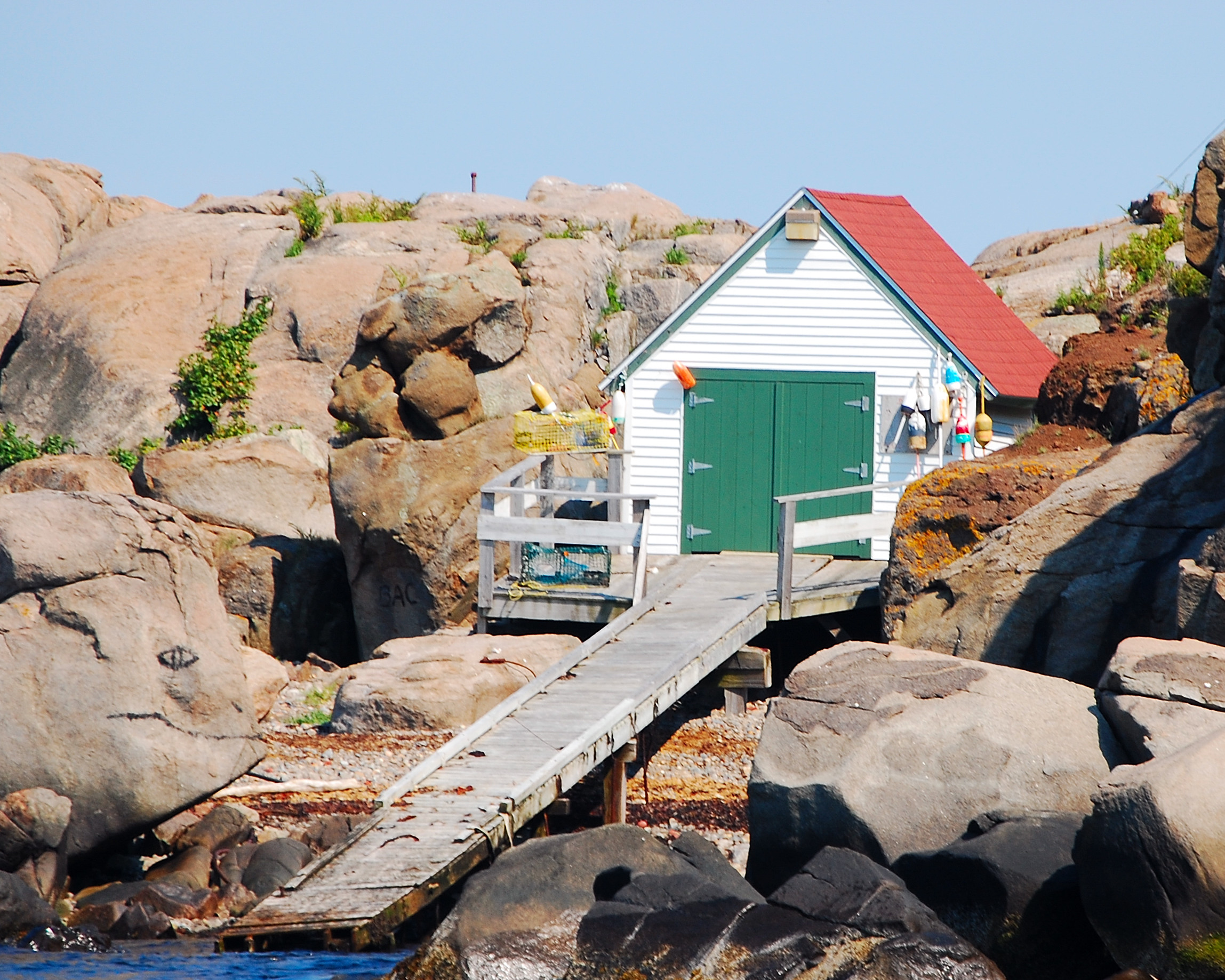
Эллинг маяка